# Barbro Lindgren
Barbro Lindgren, född Enskog 18 mars 1937 i Bromma, är en svensk författare.

## Biografi
Barbro Lindgren är dotter till överingenjör Georg Enskog och Maja Löfstedt samt syster till konstnären Katarina Olausson Säll. Hon var 1959–1985 gift med konstnären Bo Lindgren (1935–1991), som var son till konstnären Helge Lindgren och Margaretha Waldenström.
Lindgren gick ut Konstfackskolan i Stockholm 1958 och studerade 1959 på Konstakademien. Hon har varit reklamtecknare och arbetat inom sjukvården. Tillsammans med Marianne Eriksson har hon även startat ett barnboksförlag. Hon är mor till musikerna Mathias och Andreas Lindgren, som även är kända under artistnamnet Bröderna Lindgren. Hon är bosatt i Glömminge på Öland.

## Författarskap
Barbro Lindgren har skrivit framför allt barn- och ungdomsböcker, men även vuxenböcker och allålderslitteratur. Hon debuterade 1965 med boken Mattias sommar. Vissa av sina böcker illustrerar hon själv, men sedan 1980-talet har hon också samarbetat med andra illustratörer, som till exempel Eva Eriksson. Lindgren har många gånger varit nyskapande och normbildande. Sedan debuten 1965 har hon givit ut ett hundratal titlar och blivit översatt till cirka 30 språk.

### Barnböcker
2014 tilldelades Lindgren ALMA-priset (Litteraturpriset till Astrid Lindgrens minne) under motiveringen "...En litterär nydanare med absolut gehör." I författarpresentationen görs en omfattande genomgång av Barbro Lindgrens produktion av böcker för barn, från pekböcker för de yngsta till barndomsskildringarna i de självbiografiska trilogierna om uppväxten.
Bland pekböckerna är de mest kända Sagan om den lilla farbrorn, Mamman och den vilda bebin och böckerna om Max. Till något äldre barn riktar sig böckerna om Loranga (Loranga, Masarin och Dartanjang samt Loranga, Loranga) med sina udda personer som enligt Lindgren har modeller i de egna familjemedlemmarna. I böckerna Vems lilla mössa flyger, Korken flyger och VLMF - Vad lever man för är handlingen och huvudpersonerna än mer absurda (en trasig plyschhund, en flintskallig nalle, en elefant och en bisamråtta).

### Vuxenböcker
I AnnaKarin Kriströms doktorsavhandling De gränslösa böckerna från 2006 analyseras Hans Alfredsons och Barbro Lindgrens tidiga författarskap som exempel på allålderslitteratur i Sverige under 1960- och 1970-talen.
De självbiografiska trilogierna (Jättehemligt, Världshemligt och Bladen brinner respektive böckerna om Sparvel (Lilla Sparvel, Stora Sparvel och Bara Sparvel) kan ses som viktiga utvecklingsromaner i svensk litteratur I en kandidatuppsats från 2015 analyserar Alva Franzon dessa romaner ur olika aspekter och relaterar till 1970-talets syn på barn, litteratur och klass.
Lena Kåreland skriver om Lindgren : "Alltifrån debuten kan man hos henne notera en strävan att överbrygga generationsklyftorna. Önskan att nå läsare av olika åldrar tydliggörs också när hon själv lanserar sina verk." I en intervju säger Lindgren : " Det är svårt för mig att folk inte fattar att jag skriver annat än böcker för barn. Folk vet inte om det och det är knappt att de böckerna recenseras."
I förordet till Barbro Lindgren Dikter i urval 1974 - 2004 skriver Madeleine Gustafsson "..böckerna har alla, liksom läsarna, alla åldrar i sig, samtidigt..."
På 1970-talet skrev Lindgren tre kortromaner för vuxna: Felipe, Eldvin och Molnens bröder. Boken Eldvin har dramatiserats under titeln Tungt gräs som utsågs till bästa barnteaterföreställning i Sverige 1991. Molnens bröder framfördes i radioteatern 1989. Dessa böcker har också legat till grund för pjäsen Molnens bröder som satts upp på Dramaten 2017.
1991 kom "den första pekboken för vuxna" Titta Max grav! av Lindgren med illustrationer av Eva Eriksson. Max från de enkla barnpekböckerna skildras här från barndom till vuxenlivet och hur han så småningom dör och begravs. Titta Hamlet!, 2017 är en pekbok av Barbro Lindgren och Anna Höglund där Shakespearedramat får en ny gestaltning med ett enkelt språk till bilder där Hamlet själv är en sorgsen kanin, hans farbror är en råtta och så vidare..
Den älskade bullterriern Rosa blev föremål för flera böcker, både av bilderbokskaraktär och som vuxenböcker. En samlingsvolym Rosa, prinsessan av Fäholmarna publicerades 2007.
Från 2009 har Lindgren gett ut ett antal böcker med ett vuxet tilltal där hon varvar iakttagelser från promenader runt gården i Glömminge på Öland med reflexioner över sina studier av klassiska filosofer eller samtal med vänner: Att älska ett djur hade länge varit min dröm, Ingenting hände, två gånger, Även en ihålig nöt vill bli knäckt, Ett nollsummespel, Varför inte tala såsom ett barn, Om fällor och flockdjur. I Om sorgen och den lilla glädjen skildrar hon livet hos ett äldre syskonpar på Öland.
Den första diktsamlingen för vuxna Genom ventilerna, 1967 skildrar ett barns relationer till sin mor och farmor. I diktsamlingen Gröngölingen är på väg,1974 "dikter för barn och andra" finns bland annat de kända och älskade dikterna Nu föds ett barn, Någon gång ska vi dö, Jag ligger på en äng, Tänk alla miljoner år. I samlingarna En liten cyklist och Nu är du mitt barn är skildrandet av åldrande och döende centralt. Dikterna i När jag var prins utav Arkadien återkallar " barndomens förunderliga rike". Samlingsvolymen Barbro Lindgren Dikter i urval 1974–2004 publicerades 2014.
Lindgren har även skrivit texterna till skivan Goda’ goda’ med musik av Jojje Wadenius.

## Priser och utmärkelser
- Hedersledamot av Kalmar nation vid Uppsala universitet.
- 1967 – Litteraturfrämjandets stipendiat
- 1970 – Grammis för Goda’ goda’
- 1971 – Litteraturfrämjandets stipendiat
- 1971 – Expressens Heffaklump[20]
- 1973 – Astrid Lindgren-priset
- 1976 – Tidningen Vi:s litteraturpris
- 1977 – Nils Holgersson-plaketten för Lilla sparvel
- 1981 – TCO:s kulturpris
- 1985 – Bernspriset
- 1989 – BMF-Barnboksplaketten (tillsammans med Olof Landström) för Sunkan flyger
- 1991 – Grammis (för årets barnskiva, Lilla ungen min)
- 1991 – Litteraturfrämjandets stora pris
- 1999 – Emilpriset
- 2002 – Schullströmska priset för barn- och ungdomslitteratur
- 2003 – Astrid Lindgrens värld-stipendiet
- 2003 – Children's books of distinction awards (Riverbank Review, Australien)
- 2003 – Gustaf Fröding-sällskapets lyrikpris
- 2004 – Evert Taube-stipendiet
- 2004 – Samfundet De Nios Astrid Lindgren-pris
- 2007 – Stiftelsen Selma Lagerlöfs litteraturpris
- 2009 –  Illis Quorum (regeringens medalj i guld av åttonde storleken)
- 2014 – Litteraturpriset till Astrid Lindgrens minne, bland annat med motiveringen att hon är ”en litterär nydanare”.[5]
- 2015 – Bellmanpriset
- 2016 – Albert Engström-priset
- 2020 –  H. M. Konungens medalj i guld av 12:e storleken (Kon:sGM12, 2020) för framstående insatser som författare[21]
- 2023 – Samfundet De Nios stora pris[22]